# Curling under vinter-OL 2022 – Herrer
Herrernes curlingturnering under Vinter-OL 2022 vil blive afholdt på Beijing National Aquatics Centre 9.-19. februar 2022. Ti nationer vil konkurrere i en round robin indledende runde, og de fire bedste nationer ved afslutningen af round robin vil kvalificere sig til medaljerunden.

## Program
| RR | Round robin | SF | Semifinaler | B | 3. plads play-off | F | Finale |

| Ons 9 | Tors 10 | Fre 11 | Lør 12 | Søn 13 | Man 14 | Tirs 15 | Ons 16 | Tirs 17 | Tirs 17 | Fre 18 | Lør 19 |
| ----- | ------- | ------ | ------ | ------ | ------ | ------- | ------ | ------- | ------- | ------ | ------ |
| RR    | RR      | RR     | RR     | RR     | RR     | RR      | RR     | RR      | SF      | B      | F      |

## Hold
Holdene er som følger:
| Canada | Kina | Danmark | Storbritannien                                                                                              | Italien |
| --- | --- | --- | --- | --- |
| Skip: Brad Gushue Third: Mark Nichols Second: Brett Gallant Lead: Geoff Walker Alternate: Marc Kennedy                | Skip: Ma Xiuyue Third: Zou Qiang Second: Wang Zhiyu Lead: Xu Jingtao Alternate: Jiang Dongxu                    | Skip: Mikkel Krause Third: Mads Nørgård Second: Henrik Holtermann Lead: Kasper Wiksten Alternate: Tobias Thune      | Skip: Bruce Mouat Third: Grant Hardie Second: Bobby Lammie Lead: Hammy McMillan Jr. Alternate: Ross Whyte   | Skip: Joël Retornaz Third: Amos Mosaner Second: Sebastiano Arman Lead: Simone Gonin Alternate: Mattia Giovanella |
| Norge | Ruslands Olympiske Komité                                                                                       | Sverige | Schweiz | USA |
| Skip: Steffen Walstad Third: Torger Nergård Second: Markus Høiberg Lead: Magnus Vågberg Alternate: Magnus Nedregotten | Skip: Sergey Glukhov Third: Evgeny Klimov Second: Dmitry Mironov Lead: Anton Kalalb Alternate: Daniil Goriachev | Skip: Niklas Edin Third: Oskar Eriksson Second: Rasmus Wranå Lead: Christoffer Sundgren Alternate: Daniel Magnusson | Fourth: Benoît Schwarz Third: Sven Michel Skip: Peter de Cruz Lead: Valentin Tanner Alternate: Pablo Lachat | Skip: John Shuster Third: Chris Plys Second: Matt Hamilton Lead: John Landsteiner Alternate: Colin Hufman        |

## Rangering
| Plads                            | Hold                      |
| -------------------------------- | ------------------------- |
| 1                                | Sverige                   |
| 2. plads, sølvmedaljemodtager(e) | Storbritannien            |
| 3                                | Canada                    |
| 4                                | USA                       |
| 5                                | Kina                      |
| 6                                | Norge                     |
| 7                                | Schweiz                   |
| 8                                | Ruslands Olympiske Komité |
| 9                                | Italien                   |
| 10                               | Danmark                   |